# زالوكوكواجي (قبردينو - بلقاريا)
زالوكوكوازهي (بالروسية: Залукокоаже) هي مدينة في جمهورية قبردينو - بلقاريا في روسيا.
يبلغ عدد سكانها حوالي 9469 نسمة.